# Ruchař
Ruchař (tvůrce zvukových efektů) je filmová profese. Jeho úkolem je vytvářet ruchy a další zvukové efekty ve filmech. K tomu využívá různé pomůcky, od hudebních nástrojů až po nejrůznější stroje či předměty – kus plechu, hlávku zelí atd. Ruchy mohou být vytvářeny buď v postsynchronu, nebo přimíchány z archivu, případně vytvořeny přímo při natáčení (v rámci kontaktního zvuku). Existují i různé ruchařské specializace, například krokař. 
Za legendárního průkopníka či přímo zakladatele profese ruchaře je v českém prostředí označován Bohumír Brunclík, podle nějž se prý ve filmařském slangu postsynchronním ruchům říká „brunclíci“. Jako významný ruchař je zmiňován i Ivo Špalj, který je autorem zvuku stovek hraných filmů, stovek animovaných večerníčků a filmů Jana Švankmajera, držitelem několika Českých lvů, například za ruchy ve filmu Lekce Faust, a pedagogem na FAMU. Významným americkým ruchařem byl Jack Foley. 